# Charles Sackville, 6:e earl av Dorset

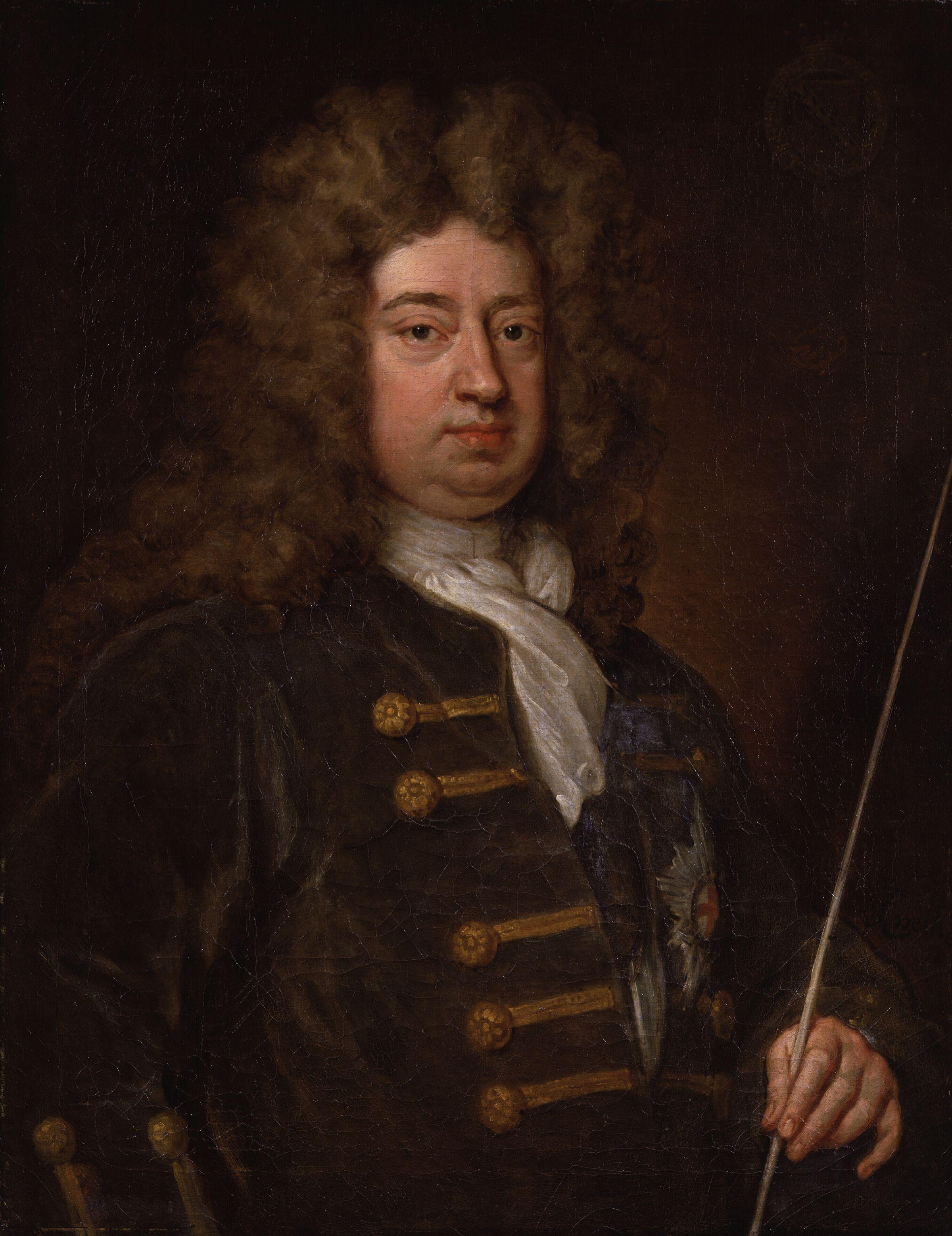
Charles Sackville, 6:e earl av Dorset, målad av sir Godfrey Kneller.

Charles Sackville, 6:e earl av Dorset, född den 24 januari 1638, död den 29 januari 1706, var en engelsk hovman och skald, sonson till Edward Sackville, 4:e earl av Dorset, far till Lionel Sackville, 7:e earl av Dorset.
Sackville bar först titeln lord Buckhurst, upphöjdes 1675 till earl av Middlesex, en titel hans morfar hade haft, och ärvde 1677 faderns titel (earl av Dorset). Han var en av de mest utsvävande adelsmännen vid Karl II:s hov och kungens företrädare som Nell Gwyns älskare ("hennes Karl I"). Sackville hade livligt litterärt intresse och beskyddade bland andra Dryden, Butler och Wycherley; själv skrev han flera lyriska smådikter av värde.